# Charlie Green (Musiker)
„Big“ Charlie Green (auch „Big Green“ oder „Long Boy“, * um 1895 in Omaha, Nebraska; † November 1935 in Harlem, New York City) war ein US-amerikanischer Blues- und Jazz-Posaunist. Er galt als hervorragender Bluesmusiker, der auch den Swing beherrschte.

## Leben und Wirken
Green, der mit über 2,20 m ungewöhnlich groß war, begann seine Karriere als Musiker in lokalen Carnival- und Brass Bands im Raum Omaha, wie der von Red Perkins (1920–24), bevor er sich im Juli 1924 (kurz vor Louis Armstrong) dem Fletcher Henderson Orchestra anschloss. Er blieb bis April 1926 bei Henderson, später folgte ein zweites Engagement (1928/29). Zu den ersten Aufnahmen Greens bei Henderson gehören Hard Hearted Hannah, The Gouge of Armour Avenue und A New Kind of Man (1924); bei den beiden letzten Titeln verwendete Green den Plunger-Dämpfer. Der Posaunist war Solist des Henderson-Orchesters in Aufnahmen wie He´s the Hottest Man in Town and Shanghai Shuffle; seine lyrischen Fähigkeiten zeigte er in Titeln wie Words (aufgenommen 1924 für Vocalion). Im selben Jahr entstanden Aufnahmen mit der Bluessängerin Bessie Smith, 1925 mit Perry Bradford, Ida Cox, Alberta Hunter, Ma Rainey, Clara Smith und Trixie Smith.
In dieser Zeit focht Green mit dem befreundeten Posaunisten Jimmy Harrison eine Reihe von Cutting Contests aus, die dazu führten, dass Harrison als führender New Yorker Jazzposaunist galt und schließlich Green bei Fletcher Henderson ersetzte. Green arbeitete noch bis 1926 mit Henderson; in den folgenden Jahren u. a. mit Louis Armstrong, June Clark, Fats Waller und James P. Johnson. Zu seinen bekanntesten Sessions Greens zählen die Aufnahmen im März 1927 mit Bessie Smith (Trombone Cholly). 1928 kehrte er für ein Jahr in Fletcher Hendersons Orchester zurück; außerdem spielte er mit Fats Waller und James P. Johnson im Orchester der Revue „Keep Shufflin'“. 1929 entstanden weitere Aufnahmen mit Bessie Smith, und er spielte bei Zutty Singleton.
In den folgenden Jahren arbeitete Green auf lokaler Ebene u. a. mit Elmer Snowden, Jimmy Noone, Charlie Johnson und 1932 bei Don Redman, 1929–31 und erneut 1933 bei Benny Carter. 1932 ersetzte er den todkranken Jimmy Harrison bei Chick Webb. In dessen Orchester fanden Sessions mit Louis Armstrong statt, bei denen Green gelegentlich als Solist zu hören ist, wie in Hobo, You Can't Ride This Train und You'll Wish You'd Never Been Born.  Alkoholabhängigkeit führte zu Unterbrechungen seiner Karriere, da er zunehmend gesundheitliche Probleme hatte. Im Bereich des Jazz war er zwischen 1922 und 1935 an 102 Aufnahmesessions beteiligt.
Der Jazzforscher John Chilton berichtet in seinem Buch Who's Who of Jazz, dass Green in einer kalten Februarnacht 1936 auf der Treppe seines Wohnhauses in Harlem erfror, nachdem er ausgerutscht war. Frederick J. Spencer hat dies jedoch in seinem Buch Jazz and Death. Medical Profiles of Jazz Greats in Frage gestellt; nach seinen Recherchen starb Green in einem Hospital in Harlem an Tuberkulose.